# Karsten Krohn
Karsten Krohn (* 20. April 1944 in Hademarschen; † 10. Oktober 2013) war ein deutscher Chemiker (Organische Chemie).
Krohn studierte ab 1963 Chemie an der TU Berlin und der Universität Kiel, erhielt 1968 sein Diplom und wurde 1971 bei Albert Mondon (1911–1991) in Kiel über die Strukturaufklärung und Synthese von Alkaloiden von Amaryllisgewächsen promoviert (Strukturalaufklärung und Syntheseversuche von stickstoffhaltigen Neutralstoffen aus Narzissenzwiebeln), speziell von Narciclasin. Als Post-Doktorand war er 1973/74 bei Ekkehard Winterfeldt in Hannover, wo er sich mit Synthese des zytostatisch wirksamen Camptothecin befasste. Ab 1975 war er Hochschulassistent an der Universität Hamburg, an der er sich 1979 in Biochemie und Organischer Chemie habilitierte. In Hamburg begann seine Beschäftigung mit Anthracyclinen. 1981 wurde er Professor an der TU Braunschweig und 1991 ordentlicher Professor für Organische Chemie an der Universität Paderborn als Nachfolger von Wolfgang Sucrow. 1994 bis 1997 war er Dekan der Chemie-Fakultät.
Er befasste sich mit der Chemie von Naturstoffen und deren Synthese, zum Beispiel Isolierung biologisch aktiver Substanzen aus Pilzen und deren Synthese (Anthracycline, Anthracyclinone), Synthese und Entwicklung von Chemotherapeutika gegen Krebs (wie Daunorubicin), Übergangsmetall-katalysierte Oxidationen und Reduktionen (Meerwein-Ponndorf-Verley-Reduktionen) und Chemie von Kohlenhydraten und Glycosiden. Er befasste sich auch mit Analyse der wirksamen Komponenten afrikanischer und asiatischer Heilpflanzen und Synthese pharmakologisch interessanter Substanzen wie NAD-Analoga.
1984 war er Gastprofessor an der University of Wisconsin-Madison, 1996 in Nancy und 2001 an der Universität von Santo Tomas in Manila. Krohn war Ehrendoktor der Université du Maine. 1982 erhielt er den Karl Winnacker Preis. 2004 wurde er Fellow der Japan Society for the Promotion of Science. 1992 war er Vorsitzender des International Symposium on the Chemical Synthesis of Antibiotics and related Microbial Products.

## Schriften
- mit Ulrich Wolf: Kurze Einführung in die Chemie der Heterocyclen, Teubner 1994, ISBN 3-519-03532-4.
- Herausgeber: Anthracycline Chemistry and Biology, 1,2, Springer 2008, ISBN 978-3-540-75814-3.
- Herausgeber mit Herbert Kirst, Hans Maag: Antibiotics and antiviral compounds: chemical synthesis and modification, VCH 1993, ISBN 3-527-29040-0.